# Microreliëf

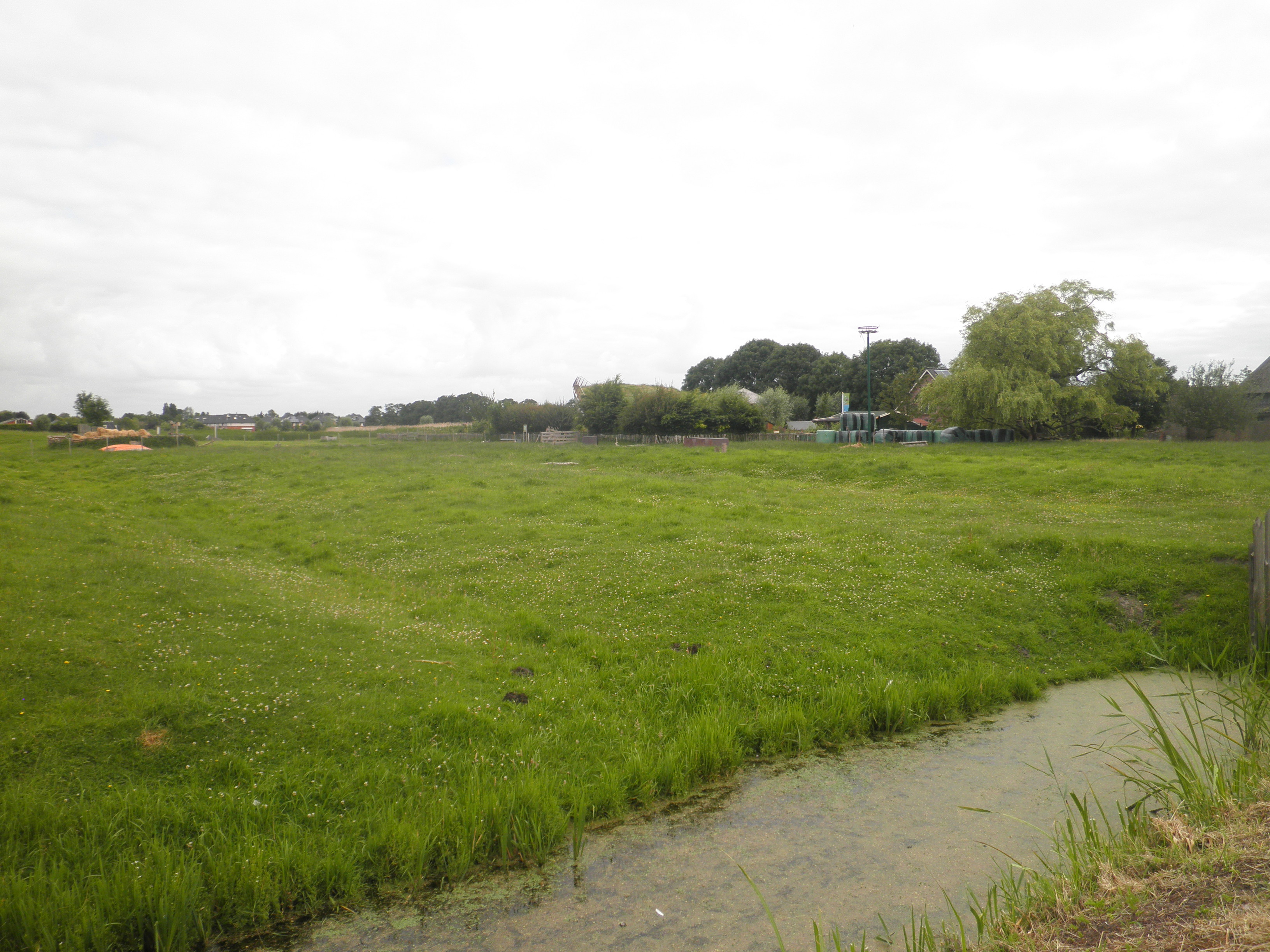
Kadetjesland in de Noord-Hollandse gemeente Hoorn.

Microreliëf is een geheel van kleine variaties in hoogte van het bodemoppervlak over een korte afstand. Microreliëf kan ook door de mens gemaakt zijn.
In ecosystemen is het microreliëf onder andere van invloed op het microklimaat, en zo een abiotische factor.